# Уругвай на літніх Олімпійських іграх 2004
Уругвай брав участь у Літніх Олімпійських іграх 2004 року в Афінах (Греція) увісімнадцяте за свою історію, але не завоював жодної медалі. Збірну країни представляли 13 чоловіків і дві жінки.

## Склад олімпійської збірної Уругваю

### Плавання
Спортсменів — 1
У наступний раунд на кожній дистанції проходили найкращі спортсмени за часом, незалежно від місця зайнятого у своєму запливі.
Чоловіки
| Спортсмен     | Змагання            | Попередні запливи | Попередні запливи | Півфінали | Півфінали | Фінал      | Фінал      |
| Спортсмен     | Змагання            | Результат         | Місце             | Результат | Місце     | Результат  | Місце      |
| ------------- | ------------------- | ----------------- | ----------------- | --------- | --------- | ---------- | ---------- |
| Мартін Кутшер | 400 м вільний стиль | 4:03,21           | 39                |           |           | Не пройшов | Не пройшов |